# Эрпшер, Юлий Борисович
Юлий Борисович Э́рпшер (12 декабря 1904, Васильков, Киевская губерния — 8 января 1967, Москва) — советский конструктор станков, учёный, дважды лауреат Сталинской премии.

## Биография
Родился 12 декабря 1904 года в Василькове.
Окончил Киевскую гимназию № 3, профшколу при Киевском техникуме № 1, затем МАМИ имени М. В. Ломоносова (1929).
С 1941 года — главный инженер и начальник Бюро агрегатных станков, затем — главный конструктор Центрального конструкторского бюро агрегатных станков (ЦКБАС) Экспериментального НИИ металлорежущих станков (ЭНИМС) Министерства станкостроительной и инструментальной промышленности СССР.
Конструировал специальные станки для автомобильного, тракторного, нефтяного машиностроения. Один из создателей многих типов агрегатных станков, первых в СССР автоматических линий для обработки корпусных деталей тракторов, автомобилей и др.
Совместно с Н. А. Волчеком сконструировал для автотракторной промышленности автоматические линии из 14, 45 и 25 агрегатных станков, основанные на принципе сквозного (поточного) прохода деталей, транспортируемых с помощью гидропривода, за которые они были удостоены Сталинской премии в 1947 г.
Юлий Борисович Эрпшер умер в Москве 8 января 1967 года после тяжелой болезни. Он похоронен  на Донском кладбище (участок № 10, родственное захоронение).

## Семья
- жена — Татьяна Ивановна Панина (1909—1989)
- четыре дочери.

## Научная деятельность
Исследования Ю. Б. Эрпшера способствовали развитию станкостроения в СССР. В частности, ему удалось почти в 60 раз увеличить производительность металлорежущих станков для обработки крупных узлов танков.
В 1964 году в Станкине защитил диссертацию на соискание учёной степени кандидата технических наук.

### Избранные труды
- Эрпшер Ю. Б. Надежность и структура автоматических станочных систем. — М.: Машгиз, 1962. — 151 с.
- Эрпшер Ю. Б. Надежность и структура автоматических станочных систем : Автореферат дис. … канд. техн. наук. — М., 1964. — 18 с.
- Эрпшер Ю. Б. О надежности двухсекционных автоматических станочных систем // Автоматизация процессов механической обработки и сборки. — М.: Наука, 1967. — С. 21—35.

## Награды
- Орден Трудового Красного Знамени (1943)[5]
- Сталинская премия первой степени (1943) — за создание новых высокопроизводительных станков для военной промышленности[6]
- Сталинская премия второй степени (1947) — за создание высокопроизводительной автоматической линии станков для обработки головок мотора для трактора «СТЗ-НАТИ» и блоков мотора малолитражных автомобилей[7]